# Henri de Torrenté
Henri de Torrenté (6 décembre 1845, Naples - 20 janvier 1922, Sion) est un homme politique suisse.

## Biographie
Fils de Joseph-Charles-Louis de Torrenté, officier au service de Naples et bourgmestre de Sion, et de Constance de Rivaz, il suit son droit à Sion, puis à Munich.
Conseiller bourgeoisial de Sion de 1871 à 1884, il est juge suppléant au tribunal du district de Sion de 1873 à 1877, puis rapporteur substitut à la cour d'appel et de cassation de 1877 à 1881.
Il est également sous-préfet de Sion de 1878 à 1880. 
Député conservateur au Grand Conseil du Canton du Valais de 1877 à 1881, puis de 1905 à 1917, il est conseiller d'État (Justice et police de 1881 à 1893, Finances de 1893 à 1905, Travaux publics en 1897.
Il normalise les relations avec l'Église après la sécularisation des biens ecclésiastiques par les radicaux, assainit les finances publiques et encourage l'industrialisation du canton. 
Il préside le Conseil des États de 1894 à 1895. 
Il devient membre du comité du parti populaire catholique en 1894.
Fondateur de la Caisse hypothécaire cantonale, il la dirige de 1905 à 1917. Il est membre du conseil de la Banque nationale suisse à partir de 1906.
Il épouse Marie de Kalbermatten, puis Ida Marie Françoise de Riedmatten, fille d'Antoine de Riedmatten, et sœur de Louis de Kalbermatten et d'Armand de Riedmatten.

### Sources
- Fonds : Henri de Torrenté (1250-20e siècle) [11,20 mètres].  Cote : CH AEV, Henri de Torrenté. Sion : Archives de l'État du Valais (présentation en ligne).